# Verbascum botuliforme
Verbascum botuliforme är en flenörtsväxtart som beskrevs av Svante Samuel Murbeck. Verbascum botuliforme ingår i släktet kungsljus, och familjen flenörtsväxter. Inga underarter finns listade i Catalogue of Life.